# АЕС Фанцзяшань
Атомна електростанція Фанцзяшань (кит.: 方家山核电站) це атомна електростанція в провінції Чжецзян, Китай, що межує з муніципалітетом Шанхай. Станція складається з двох реакторів із водою під тиском CPR-1000 (PWR) потужністю 1080 МВт загальною вартістю приблизно 26 мільярдів юанів (3,8 мільярда доларів США).
«Перший бетон» для першого блоку на станції Фанцзяшань було залито 26 грудня 2008 року, будівництво другого блоку почалося в липні 2009 року. Будівництво здійснювалося компанією China Nuclear Power Engineering (CNPE), а корпуси реактора були виготовлені Китаєм. First Heavy Industries і турбоагрегати Dongfang Electric. Реактори були введені в промислову експлуатацію у грудні 2014 року та лютому 2015 року відповідно.
Поруч розташована існуюча атомна електростанція Ціньшань із 7 реакторами: по суті АЕС Фанцзяшань є розширенням АЕС Ціньшань, утворюючи агрегований комплекс. АЕС Фанцзяшань в основному належить CNNC (72%), міноритарні пакети акцій - Zhejiang Provincial Energy Group Co Ltd.
Два блоки CNP-1000 CNNC повинні були бути встановлені на атомній електростанції Фанцзяшань. Однак згодом дизайн був змінений на CPR-1000 від CGN.

## Інформація про реактори
Атомна електростанція Фанцзяшань складається з 2 діючих реакторів.
| Блок         | Тип | Модель   | Чиста потужність | Валова потужність | Термічна потужність | Початок будівництва | Перша критичність | Підключення до мережі | Комерційна експлуатація | Зауваження |
| ------------ | --- | -------- | ---------------- | ----------------- | ------------------- | ------------------- | ----------------- | --------------------- | ----------------------- | ---------- |
| Фанцзяшань 1 | PWR | CPR-1000 | 1012 МВт         | 1089 МВт          | 2905 МВт            | 2008-12-26          | 2014-10-21        | 2014-11-04            | 2014-12-15              | [ 5 ]      |
| Фанцзяшань 2 | PWR | CPR-1000 | 1012 МВт         | 1089 МВт          | 2905 МВт            | 2009-7-17           | 2014-10-21        | 2015-01-12            | 2015-02-12              | [ 6 ]      |